# Okoka Bay
Okoka Bay, manchmal auch Dead Dog Bay genannt, ist eine kleine, flache nach Nordwesten aufgehende Bucht in der neuseeländischen Region Auckland. Sie liegt auf der im Hauraki Gulf gelegenen Insel Waiheke Island. In die Okoka Bay mündet ein namenloser Bach. Im Nordosten liegt die Anzac Bay und im Südwesten die Wharetana Bay.